# Јенисеј
Јенисеј (рус. Енисей) је река у Русији и једна од најдужих река Азије. Слив ове реке је највећи који се улива у Северни ледени океан, а са дужином од 5.539 km ова река је пета по дужини у свету. Извире на граници између Русије и Монголије а затим тече на север дуж Западносибирске низије. Улива се у Карско море. Најзначајнија притока Јенисеја је река Ангара. Дуж тока Јенисеја постоји низ хидроелектрана које напајају руску тешку индустрију.

## Географске карактеристике
Горњи део Јенисеја, пун је брзака и често плави, то је слабо насељен крај. У средњем делу изграђен је низ огромних хидроелектричних брана које опскрбљују енергијом велику руску базну индустрију, изграђену током совјетских времена. У свом доњем делу Јенисеј тече кроз ретко насељену тајгу, ту Јенисеј прихвата многе притоке и коначно након тундре досеже Карско море, које је залеђено више од половине године. Највећа дубина Јенисеја је 24 m, док је просечна 14 m.
Сам Јенисеј, од ушћа река Великог Јенисеја и Малог Јенисеја код Кизила до њеног ушћа у Карско море, дуг је 3.487 km (2.167 mi). Од извора притоке Селенге дугачак је 5.075 km (3.153 mi). Јенисеј има дренажни слив од 2.580.000 km2 (1.000.000 sq mi). Ова река протиче кроз руске савезне области Тува, Хакасија и Краснојарска покрајина. Град Краснојарск се налази на Јенисеју.

### Горњи Јенисеј
Јенисеј се формира од две реке које се спајају код Кизила, то су: Велики Јенисеј (тувански: Bii-Hem) која извире у регији Тува, на јужној страни планина Источни Сајан и северно од ланца Тану-Ола, на координатама 52° 20′ N 97° 30′ E / 52.333° С; 97.500° И; и Мали Јенисеј (тувански: Ka-Hem, монголски: ШишхиђГол), који извире у долини Даркад у Монголији. Новија истраживања утврдила су да је узак излаз из долине у давна времена био редовно блокиран ледом, што је стварило језеро величине суседног језера Хувсгул. Када су се ледењаци повукли (последњи пут пре 9300 година) истекло је око 500 км³ воде, вероватно с катастрофалним последицама.

### Доњи Јенисеј
Река Кас, која утиче у Јенисеј 300 km низводно од Стрелке, значајна је ради везе са реком Об преко канала Об-Јенисеј и реке Кет. У тим пределима Јенисеј се шири примајући многе притоке, посебно Подкаменаја Тунгуска и Доња Тунгуска у Туруханску, из смера пусте Средњосибирске заравни на истоку. Удаљена Тунгуска регија је у историји остала запамћена по Великој Сибирској експлозији 1908, док је данас позната по истраживању нафте. Након Туруханска, река улази у подручје Тундре.
Јенисеј је залеђен више од пола година, накупине леда често зауставе ток и узрокују велике поплаве, због тога се ледене бране руше експлозивом. Последњи град је Дудинка, који је с Краснојарском повезан редовном бродском линијом. Река се у естуарију шири на 50 км, те утиче у Јенисејски залив, где слободну пловидбу омогућавају ледоломци.
За време леденог доба, арктичка рута била је блокирана ледом. Премда су појединости нејасне, претпоставља се да је Јенисеј утицао у огромно језеро које је покривало већи део западног Сибира, те евентуално у Црно море.

### Систем Јенисеј-Ангара-Селенга

#### Бајкалско језеро
Велику количину вода Јенисеј добија из Бајкалског језера којем највеће количине доносе реке Селенга, Горња Ангара и Баргузин. Река Селенга доноси највише вода у Бајкалско језеро, она на свом ушћу у језеро, на југоистоку ствара велику делту. Њене најдуже притоке извиру на источним обронцима планина Кангаин нуру у Монголији, њена притока, река Тул, пролази кроз главни град Монголије Улан Батор, док река Егин Гол истиче из језера Хубсугул. Горња Ангара утиче у северни део Бајкалског језера и пловна је узводно готово 320 km. Из Бајкалског језера истиче само једна река Ангара на југозападном крају језера код града Иркутска.

#### Ангара
Река Ангара (рус. Ангара) највећа је десна притока Јенисеја, она од Иркутска тече у смеру северозапада 1840 km до ушћа у Јенисеј код Стрелке (58° 06′ 04″ С; 92° 59′ 53″ И / 58.101° С; 92.998° И). На свом току преграђена је с четири бране великих хидроелектрана. Брана у Иркутску (Иркутская ГЭС) висока је 44 метра, а хидроелектрана има снагу од 650 MW, док је 500 km низводно, подигнута 1960. још већа 124 метарска брана у Братску, са хидроелектраном (Братская ГЭС) снаге 4500 MW. У њено акомулационо језеро Братскоје водохранилишће уливају се поред Ангара и притоке Ока и Ија, које извиру на северним обронцима масива Источни Сајан. Испод Братска, 250 km низводно код Уст-Илимска, подигнута је хидроелектрана (Усть-Илимская ГЭС) која такође преграђује и притоку Илим снаге 3840 MW, и након 367 km, Богучанскаја хидроелектрана (Богучанская ГЭС), која је пуштена у погон током периода од 2011. до 2014. Планира се изградња још хидроелектрана, али као што је то другде у свету, тако и у Сибиру постоје еколошке групе које се томе противе.
Град Ангарск који лежи 50 km низводно од Иркутска на Ангари, данас је центар нагло растуће источно сибирске нафтне индустрије, са великим рафинеријама, повезан је нафтоводом са западом Русијом, а у изградњи је нафтовод за луку Находку код Владивостока, преко које би ишла нафта за Јапан.

## Природа
Долина реке Јенисеј је станиште бројних врста флоре и фауне, међу којима су сибирски бор (Pinus Sibirica) и сибирски ариш (Larix sibirica) истакнуте врсте стабала. У праисторијско доба, долина Јенисеја била је богата обичним бором, (Pinus sylvestris). У сливу Јенисеја живе и бројне врсте птица, укључујући сиву врану (Corvus cornix).

### Тајмирска стада ирваса
Тајмирска стада ирваса, мигрирајући тундријски ирваси (R.t. sibiricus), који су највеће крдо ирваса на свету, мигрирају до зимског опсега пашњака дуж Јенисеја.‍:336

## Историја
Древни номадски народи, Кети и Југи, били су древни становници слива Јенисеја. Кети су једини преостали аутохтони становници средишњег Сибира, иако и них има само још око 1000. Остала сибирска племена; Коти, Асани, Арини и Пумпоколи која су живела више узводно према југу, попуно су изумрла. Кети су живели у на источним обалама средњег тока Јенисеја пре припајања тог дела Сибира Русији током 17. и 19. века.
Неки од најранијих познатих доказа о туркијском пореклу пронађени су у долини Јенисеја у облику стела, камених монолита и спомен плоча из периода између 7. и 9. века нове ере, заједно са неким документима који су пронађени у кинеској регији Синђан. Писани докази прикупљени из ових извора говоре о биткама које су се водиле између Турака и Кинеза и другим легендама. Постоје и примери ујгурске поезије, мада је већина преживела само у кинеском преводу.
Пшеницу из Јенисејске области су муслимани и Ујгури продавали током неадекватне жетве Бухари и Согду током Тахиридске ере.
Руски истраживачи су први пут дошли до Горњег Јенисеја 1605, путујући од реке Об према реци Кет, те затим низ Јенисеј до реке Сим. Ангару на истоку досегли су 1607, а 1608. доспели до данашњег Краснојарска. Јенисејск, на ушћу река Кет и Ангара, основан је 1619, док је Краснојарск основан 1628. Доњи Јенисеј истражен је из Мангазеје 1607, након оснивања Туруханска на ушћу Доње Тунгуске. До ушћа Јенисеја први истраживачи пробили су се 1610, док је Подкаменска Тунгуска истражена нешто раније 1626.
За време Другог светског рата, постојао је план Нацистичке Немачке и Јапанског царства о подели интересних сфера у Азији. Граница је требала да буде река Јенисеј до кинеске границе, те потом дуж совјетско - кинеске границе, северних и западних граница Авганистана и границе Ирана и Британске Индије.

## Загађење
Студије су показале да Јенисеј пати од загађења изазваног радиоактивним пражњењем из фабрике која је производила плутонијум за бомбе у тајном граду Краснојарск-26, данас познатом као Жељезногорск.

## Галерија
- Мост Вантовиј у Краснојарску.
- Јенисеј у Дивногорску.
- Скела на Великом Јенисеју.
- Бердир